# باتريك روي
باتريك روي (بالفرنسية: Patrick Roy) هو سياسي فرنسي، ولد في 30 أغسطس 1957 في دينين في فرنسا، وتوفي في 3 مايو 2011 في فالنسيان في فرنسا بسبب سرطان البنكرياس. حزبياً، نشط في الحزب الاشتراكي.

## مناصب
- انتخب عضو المجلس العام  [لغات أخرى]‏.
- انتخب رئيس بلدية [الإنجليزية]‏ دينين (15 مارس 2008 – 2 مايو 2011).
- انتخب نائب فرنسي.
- انتخب نائب برلماني [الإنجليزية]‏ (2002 – 2011).